# Castelul Lázár Imre din Sărata
Castelul Lázár Imre este un monument istoric aflat pe teritoriul localității Sărata, componentă a municipiului Bistrița din județul Bistrița-Năsăud.

## Localitatea
Sărata, mai demult Șomfalău, Șumfalău (în dialectul săsesc  Salz, germană Salz, maghiară Sófalva) este o localitate componentă a municipiului Bistrița din județul Bistrița-Năsăud, Transilvania, România. Menționată pentru prima oară în 1239, cu denumirea terra Sow.

## Istoric și trăsături
Castelul a fost construit în 1835, de către Sombory János, venit din Zimbor, și soția sa, Tholdy Rozália. Aceștia nu au avut copii, proprietatea fiind moștenită de Sombory Irma, nepoata lui János. Familia nobiliară Lázár, din Lăzarea, a ajuns în această zonă în secolul al XIX-lea, când moștenitoarea Sombory Irma s-a căsătorit cu contele Lázár Imre. După alte surse actualul castel ar fi fost construit la începutul secolului XX, la comanda contelui Lázár Imre și a soției lui Sombory Irma. Castelul a fost folosit ca reședință de vară, iarna familia Lázár locuia la Cluj.
După moartea celor doi, castelul a rămas în posesia unei fiice adoptive, Ferrari Sofia Maria, căsătorită Wass. Moștenitorii ei, Wass Gheorghe și Iudita, au murit în 2005, respectiv 2006, înainte să intre efectiv în posesia imobilului, confiscat de stat în perioada comunismului.
În perioada în care au venit rușii, castelul a fost vandalizat, a fost scos tot mobilierul și arse cărțile de o valoare inestimabilă care compuneau biblioteca castelului. 
După naționalizare castelul a fost folosit mai întâi de către compania națională de cale ferată, care a cazat în castel muncitorii care lucrau la calea ferată, apoi de către școala generală din localitate. În 1982 a fost dată taberelor școlare. În perioada comunismului, când clădirea a fost școală și tabără pentru elevi, parcul din spate a fost distrus și nu au mai rămas decât copacii din fața castelului. Parcul era amenajat cu rondouri, statui, arbori rari, aduși din toată lumea, ca și la Arcalia.
Castelul a fost vândut unor investitori italieni de cei patru moștenitori, după mai mulți ani în care au anunțat în țară și în străinătate că sunt dispuși să îl vândă.
Castelul a fost construit în stil neoclasic, are 26 de camere, iar în jurul clădirii sunt peste două hectare de teren. Axul central al fațadei principale cuprinde un portic cu stâlpi și timpanon, pe al cărui fronton se pot observa și azi urmele blazonului dublu al familiei nobiliare.

## Imagini

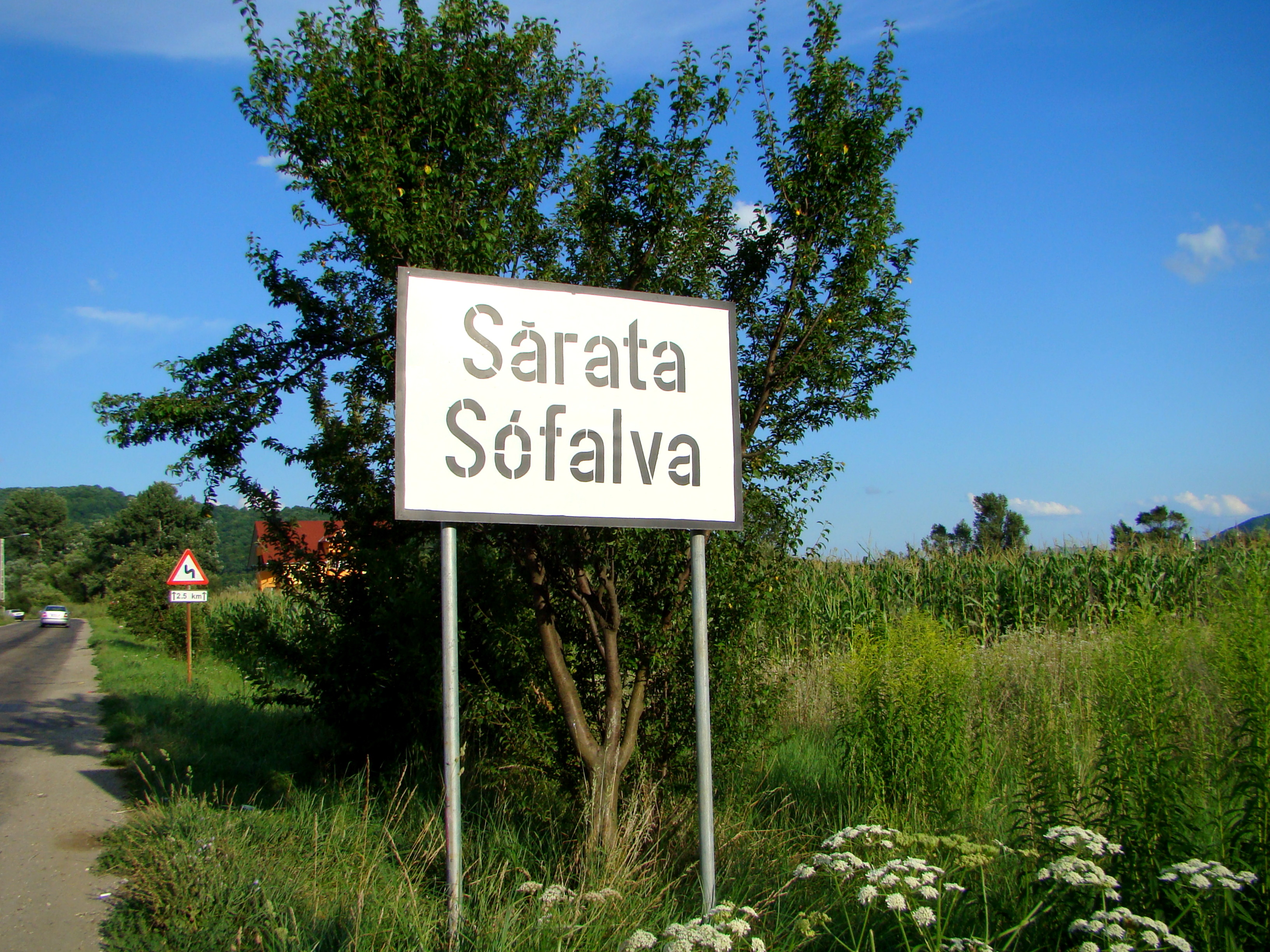
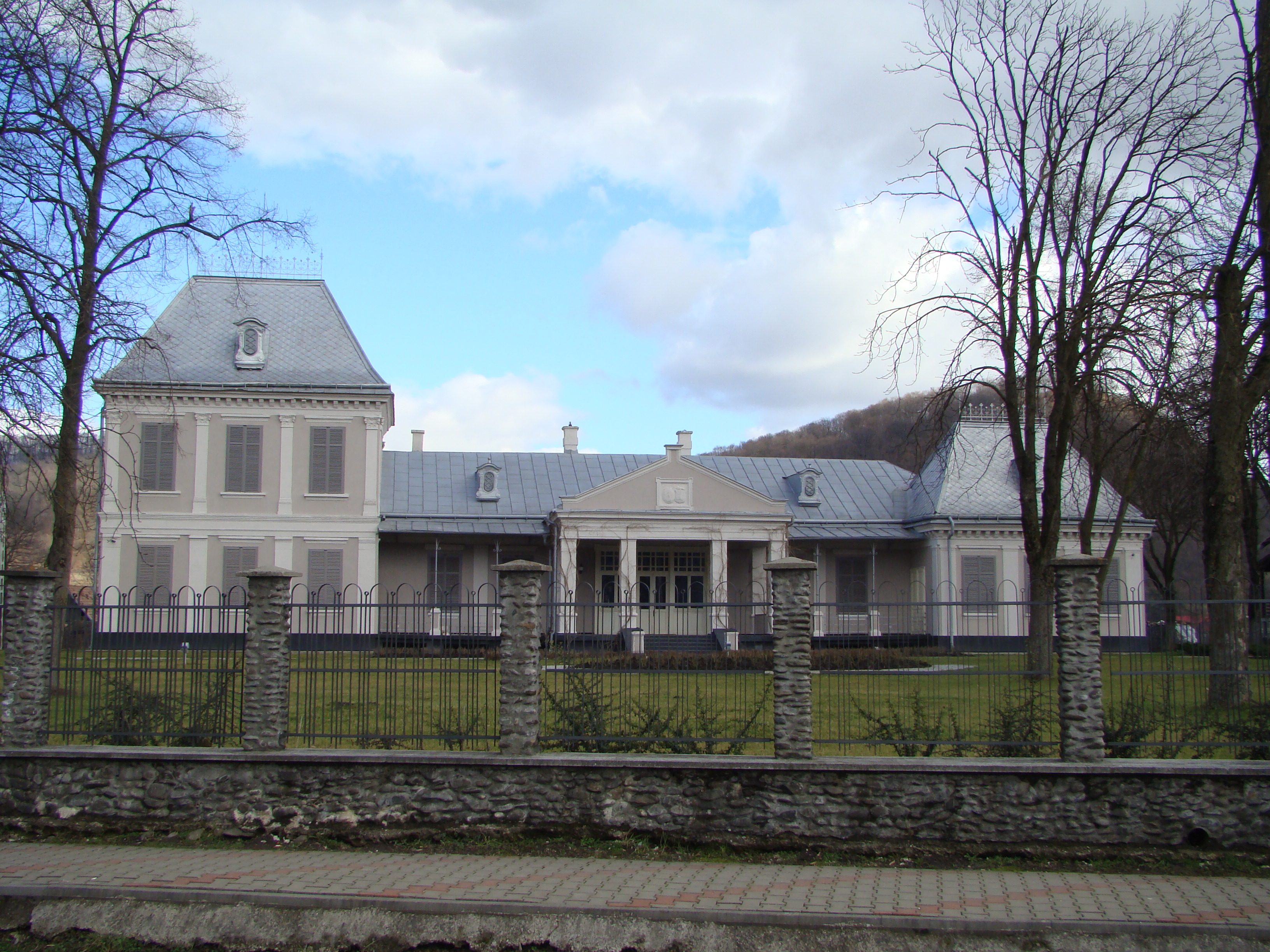
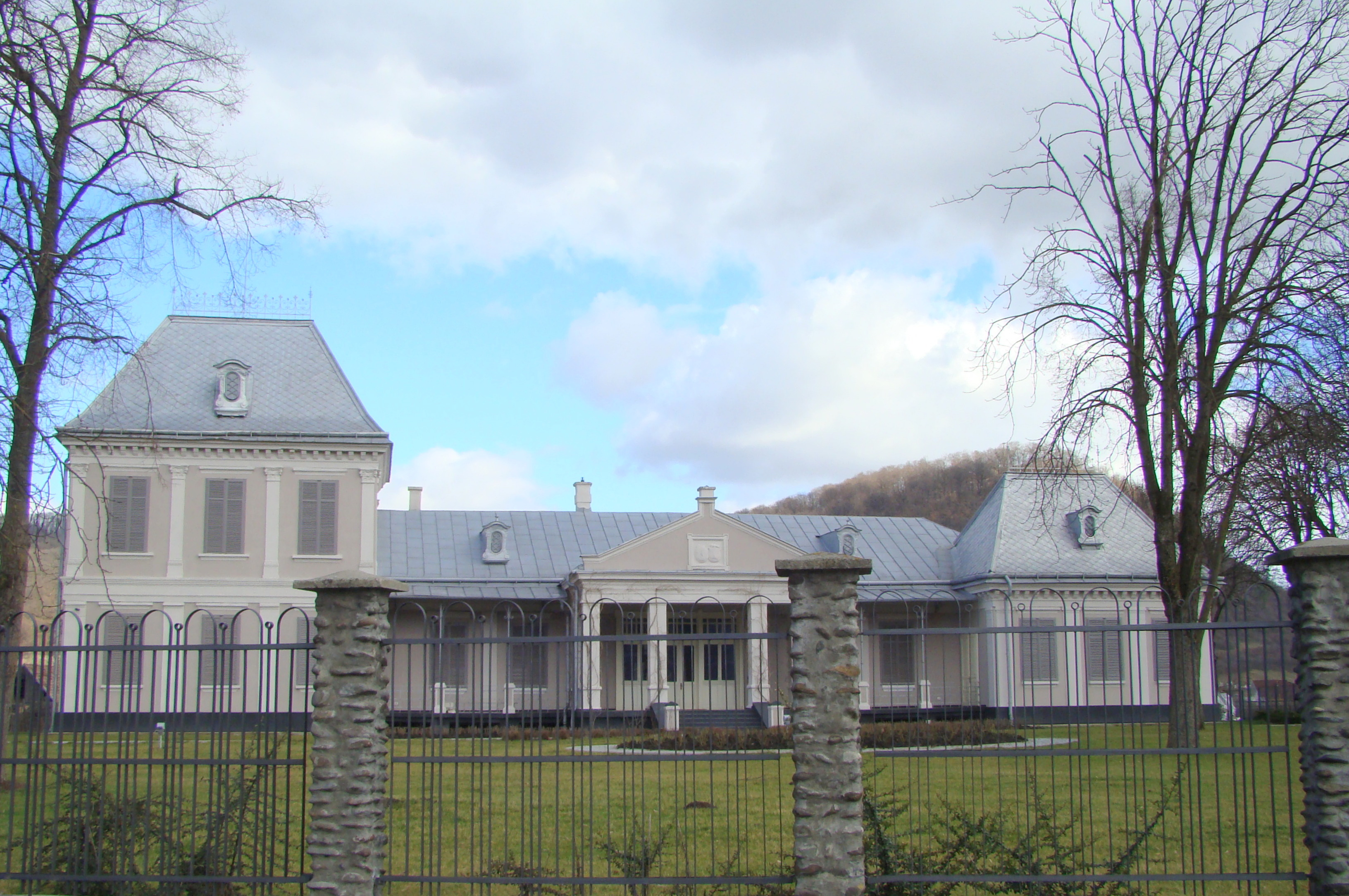
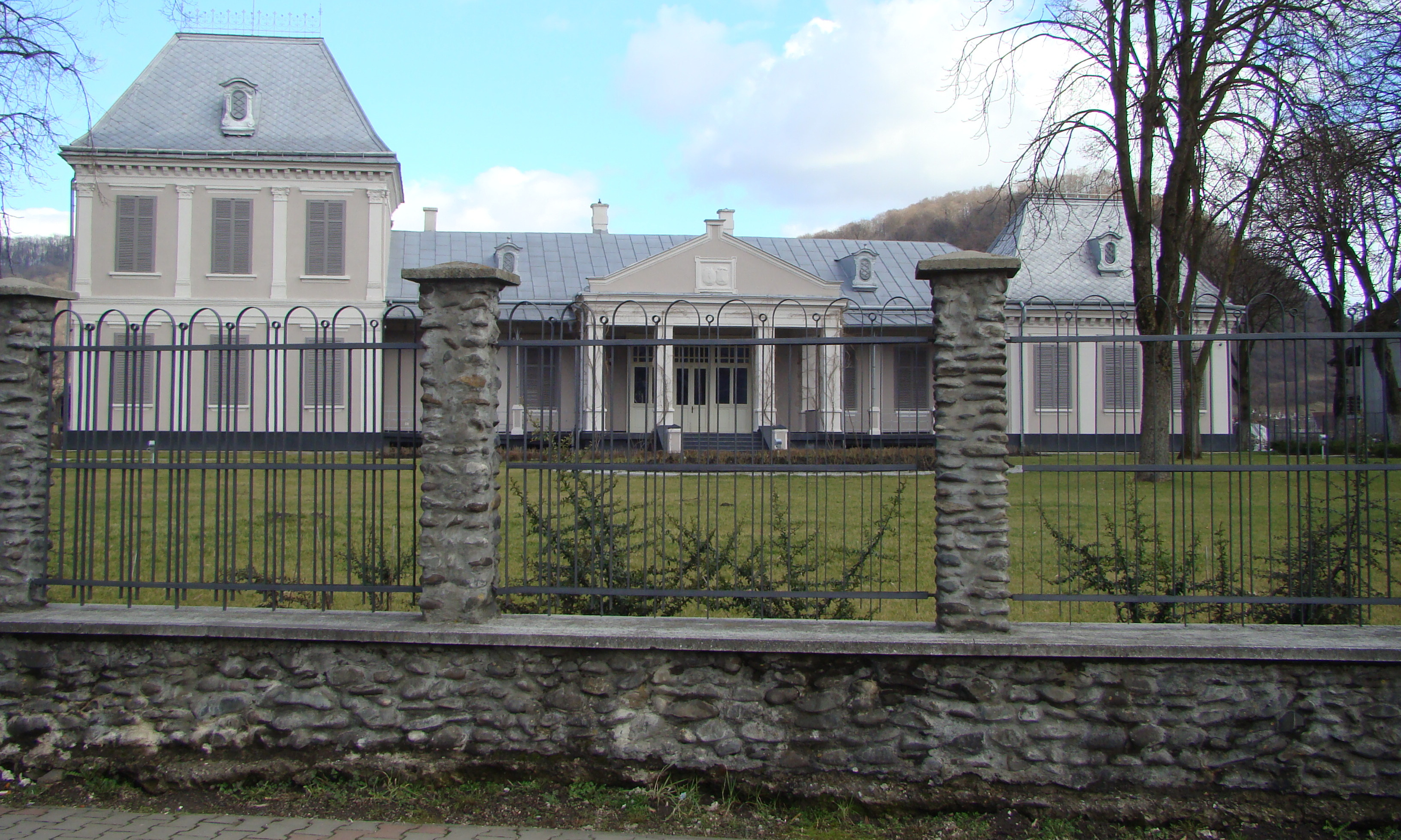